# Melandrya fasciata
Melandrya fasciata là một loài bọ cánh cứng trong họ Melandryidae. Loài này được Nikitsky miêu tả khoa học năm 1974.